# Carl Cederfeld de Simonsen
Carl Christian Sophus Cederfeld de Simonsen (født 10. februar 1839 i Kalundborg, død 15. september 1922 i København) var en dansk præst.

## Kirkelig karriere
Han var søn af borgmester, justitsråd Johan Carl Ludvig Cederfeld de Simonsen og Bertine Charlotte født Koefoed. Han blev privat dimitteret 1858 og teologisk kandidat 1865; året efter personel kapellan i Nørre Nærå og Bederslev. Senere var han i henved fem år kateket ved Vor Frue Kirke i København, hvorfra han 1876 blev sognepræst i Nykøbing Mors, Lødderup og Elsø og to år efter provst for Morsø Sønder og Nørre Herred. Som provst på Mors måtte han tage en indgribende del i de forhandlinger, der foranledigedes af valgmenigheden i Øster Jølbys stilling til Folkekirken, og som førte til dens udtrædelse i 1883. I 1887 blev han forflyttet til Randers som 1. residerende kapellan ved Sankt Mortens Kirke og præst ved hospitalet. Han blev 1896 sognepræst til Tyrsted og Uth og 1898 provst for Bjerre og Hatting Herreder. 1909 blev han pensioneret. Han blev 11. april 1883 Ridder af Dannebrog og 24. juni 1914 Dannebrogsmand.

## Forfatterskab
Cederfeld de Simonsens litterære virksomhed bestod især i småskrifter og afhandlinger om liturgi og kirkesang; han har her med sagkundskab og Dygtighed gjort sig til talsmand for en tidssvarende restauration af vor altertjeneste og vore salmemelodier, idet han navnlig har tilrådet en mådeholden tilbagevenden til reformationstidens liturgiske former og en delvis genoptagelse af vore ældre kirkemelodiers udviklede rytmik. Allerede i 1881 har han henledt opmærksomheden på denne sag (sml. Nationaltidende, nr. 1887 og Dansk Kirketidende nr. 41) og har ikke senere sluppet sin kærlighed til den: Af hans talrige udtalelser skal her nævnes: "Om Menighedssangen, Salmemelodierne og Retten til at bestemme, hvorledes der skal synges" (1883, i Skoletidende); "Om Kirkeraadets Forslag til en Udvidelse af vor Højmesseliturgi" (Dansk Kirketidende, 1887) samt Forslag til en Udvidelse af Nadverliturgien (1888). Her udtalte han ønsker, som delvis svarer til den norske og den slesvig-holstenske liturgi, og hvoraf nogle blev opfyldt ved det danske nadverritual af 1912. 1881 udgav han P. A. Fengers Kirke-Psalmebog, en kritisk Anmeldelse og 1885 Kirkeaaret, Gudstjenesten og de kirkelige Handlinger. Haandbog for Kirkegjængere.
Ved siden heraf har han behandlet andre emner, henhørende til den praktiske teologi; han har således udgivet i 1878 mod A.C. Larsens standpunkt Nogle Bemærkninger til Theodorus' Brevvexling i Anledning af den kirkelige Vielse og i 1884 Til Forsvar for Præsteløftet mod Forslaget om dets Afskaffelse. Desuden udgav han Betænkning ang. Aftenskoleundervisningens Betydning (1895) og Læreren som Kirkebetjent (1898).
25. juli 1867 ægtede han i Herlufmagle Kirke Georgine Nanny Sinding (4. april 1840 i Aversi - 11. maj 1929 i København), datter af lærer, senest i Herlufmagle Frederik Thornam Sinding (1814-1889) og Georgine Nanny født Koefoed (1810-1888).
Han er begravet på Assistens Kirkegård.
Han er gengivet i et portrætmaleri af Mariane Stub ca. 1840 (barnebillede). Fotografier af E. Lange og Kathrine Mortensen (Det Kongelige Bibliotek).